# Rivière Lombrette
Pour les articles homonymes, voir Lombrette.
La rivière Lombrette est un affluent de la rivière Sainte-Anne coulant sur la rive nord du fleuve Saint-Laurent, dans la région administrative de la Capitale-Nationale, dans la province de Québec, au Canada. Cette rivière traverse consécutivement les municipalités régionales de comté (MRC) de :
- Charlevoix (municipalité régionale de comté) : dans la municipalité de Petite-Rivière-Saint-François ;
- La Côte-de-Beaupré : dans la municipalité de Saint-Tite-des-Caps.

Cette petite vallée est surtout desservie par la route 138 qui longe normalement la rive nord du fleuve Saint-Laurent ; toutefois, elle se distance du fleuve dans cette zone de Charlevoix. La sylviculture constitue la principale activité économique de cette vallée ; les activités récrétouristiques, en second.
La surface de la rivière Lombrette est généralement gelée du début de décembre jusqu'à la fin de mars ; toutefois la circulation sécuritaire sur la glace se fait généralement de la mi-décembre à la mi-mars. Le niveau de l'eau de la rivière varie selon les saisons et les précipitations ; la crue printanière survient en mars ou avril.

## Géographie
La rivière Lombrette prend sa source dans Petite-Rivière-Saint-François à l'embouchure d'un lac non identifié (altitude de 677 m) lequel est situé entre la montagne à Liguori (sommet situé à 3,8 km au nord), la montagne du Salut (sommet situé à 3,3 km au sud-est) et la montagne McLean (sommet situé à 4,4 km au Sud). Ce petit lac est situé à :
- 5,3 km à l'est de la rive ouest du fleuve Saint-Laurent ;
- 7,5 km au sud-ouest du centre du village de Petite-Rivière-Saint-François ;
- 6,7 km à l'est d'une courbe de la rivière Sainte-Anne.

À partir de cette source, le cours de la rivière Lombrette descend avec une dénivellation de 640 m sur 26,2 km parallèlement au rebord du plateau laurentien en s'y éloignant de 4 à 5 km, selon les segments suivants :
Cours supérieur de la rivière Lombrette (segment de 16,8 km)
- 1,8 km vers le sud, en formant un crochet vers l'est et en dévalant la montagne, jusqu'à la décharge (venant du nord-est) d'un ruisseau ;
- 2,3 km vers le sud en dévalant la montagne et en passant du côté ouest de la montagne du Salut, jusqu'au ruisseau McLean (venant du nord-ouest) ;
- 1,3 km vers le sud-est dans une vallée encaissée, jusqu'à l'embouchure d'un petit lac lequel reçoit un ruisseau (venant de l'est) ;
- 6,8 km vers le sud dans une vallée encaissée entre la montagne McLeau (côté ouest) et une autre montagne (côté Est), en recueillant un ruisseau (venant de l'ouest) et formant de nombreux petits méandres par endroits, jusqu'à un ruisseau (venant de l'est) ;
- 3,0 km vers le sud-ouest en formant deux S en passant du côté sud d'un petit hameau, jusqu'à la route 138 ;
- 1,6 km vers le sud en formant de nombreux petits serpentins, jusqu'à la confluence de la rivière des Chenaux (venant du nord) ;

Cours inférieur de la rivière Lombrette (segment de 9,4 km)
- 7,0 km vers le sud en passant à l'ouest du hameau Domaine-Armand-Crépeault à l'ouest du village de Saint-Tite-des-Caps, tout en serpentant par endroit, jusqu'à la décharge du ruisseau Noir (venant du nord-est) ;
- 2,4 km vers le sud-ouest en zone agricole, jusqu'à son embouchure[1].

La rivière Lombrette se déverse sur la rive est de la rivière Sainte-Anne, dans Saint-Tite-des-Caps. Cette confluence est située à 6,7 km à l'ouest de la rive nord-ouest du fleuve Saint-Laurent et à 2,6 km au sud-ouest du centre du village de Saint-Tite-des-Caps.
À partir de la confluence de la rivière Lombrette, le courant coule sur 14,0 km généralement vers le sud par le cours de la rivière Sainte-Anne, jusqu'à la rive nord-ouest du fleuve Saint-Laurent.

## Toponymie
La carte de la province de Québec dressée en 1870 par Eugène Taché indique ce cours d'eau sous la forme «R. L'Ombrette». Ce toponyme évoquerait le surnom de Pierre Simard, dit Lombrette, maître-maçon arrivé en Nouvelle-France en 1654 et décédé entre 1681 et 1686, et surtout de son fils, Noël Simard, dit Lombrette (1637-1715) laboureur. Ce dernier obtint, notamment une concession au cap Maillard dans les environs de la rivière Lombrette. Le surnom Lombrette, accolé au nom de Pierre Simard ou Cimar dans le recensement de 1666-1667, reste encore énigmatique. S'il ne s'agit pas du nom d'une métairie ou d'un lieu-dit du pays d'origine de Pierre Simard aux alentours d'Angoulême, à la rigueur, l'ombrette peut être le diminutif d'ombre, un poisson osseux qui se distingue des saumons, des truites et des ombles par sa petite bouche. La forme graphique L'Ombrette, adoptée en 1949, fut modifiée pour celle de Lombrette en 1974, par la Commission de géographie. Le nom "Rivière McLean" a également été utilisé en mémoire de John McLean, propriétaire foncier à Saint-Tite-des-Caps.
Le toponyme "Rivière Lombrette" a été officialisé le 29 août 1972 à la Banque des noms de lieux de la Commission de toponymie du Québec.